# El Cable
El Cable är en ort i Mexiko.   Den ligger i kommunen Madera och delstaten Chihuahua, i den nordvästra delen av landet, 1 400 km nordväst om huvudstaden Mexico City. El Cable ligger 906 meter över havet och antalet invånare är 133.
Terrängen runt El Cable är huvudsakligen kuperad, men österut är den bergig. El Cable ligger nere i en dal. Runt El Cable är det mycket glesbefolkat, med 3 invånare per kvadratkilometer. Närmaste större samhälle är Agua Amarilla, 13,5 km öster om El Cable. I omgivningarna runt El Cable växer huvudsakligen savannskog.